# Дуб Памяти
Дуб Памяти (пол. Dąb Pamięci) — название многочисленных саженцев дуба, рассаженных по всей территории Польши и в других странах по инициативе польской диаспоры. Согласно идеи каждый саженец дуба символизирует собой «живой памятник» каждому из 21.857 тысячи польских граждан, погибших на территории СССР по приказу Сталина и от рук НКВД во время катынского расстрела, в лагерях для военнопленных в городах Козельске, Старобельске в Харьковской области, Осташкове в Тверской области.

## История
Первый Дуб Памяти был посажен в 2008 году католическим священником Юзефом Ёнецом, председателем общества имени святого Иосифа де Каласанса. Священник Юзеф Ёнец проводил под патронажем Леха Качинского социальную программу «Катынь … спасти от забвения». Впоследствии данная акция посадки саженцев дубов распространилась среди польского общества на всех жертв СССР.
После смоленской авиакатастрофы в Польше распространилось движение по посадке саженцев дуба в память о 96 жертвах этой катастрофы.
Возле каждого саженца ставится мемориальная таблица, в которой упоминается дата рождения, смерти человека и место его гибели. Организации, которой посадила саженец, выдаётся сертификат, имеющий определённый номер и другую информацию.

## Галерея
- Сертификат
- Катынский памятник с посаженными саженцами, Осовец-Крепость, Польша
- Табличка